# Hilton A. Green
Hilton A. Green (3 tháng 3 năm 1929 - 2 tháng 10 năm 2013), hay Hilton Green, là một nhà sản xuất phim và trợ lý đạo diễn người Mỹ.
Ông nổi tiếng với vai trò trợ lý đạo diễn cho Alfred Hitchcock trong bộ phim Psycho (1960), Marnie, và nhiều tập phim nằm trong Alfred Hitchcock Presents.
Ông là con trai của đạo diễn Alfred E. Green và nữ diễn viên Vivian Reed. Green đã tiếp tục sản xuất các bộ phim như Psycho II, Psycho III, Psycho IV: The Beginning, Home Alone 3, và Sixteen Candles. Ông bắt đầu sự nghiệp của mình với vai trò trợ lý đạo diễn sau khi hoàn thành chương trình đại học. Công việc ban đầu của ông chủ yếu là với các chương trình truyền hình.

## Sự nghiệp điện ảnh
| Năm  | Phim                     | Vai trò           | Ghi chú                                |
| ---- | ------------------------ | ----------------- | -------------------------------------- |
| 1955 | The Desperate Hours      | Trợ lý đạo diễn   | Không được ghi nhận                    |
| 1960 | Psycho                   | Trợ lý đạo diễn   |                                        |
| 1964 | Marnie                   | Trợ lý đạo diễn   | Không được ghi nhận là trợ lý đạo diễn |
| 1968 | Three Guns for Texas     | Giám đốc sản xuất |                                        |
| 1969 | Backtrack!               |                   |                                        |
| 1976 | Family Plot              |                   | Không được ghi nhận                    |
| 1983 | Psycho II                | Nhà sản xuất      |                                        |
| 1984 | Sixteen Candles          | Nhà sản xuất      |                                        |
| 1986 | Psycho III               | Nhà sản xuất      |                                        |
| 1990 | Psycho IV: The Beginning | Giám đốc sản xuất | Phim truyền hình                       |
| 1992 | Encino Man               |                   | Vai Hilton Green                       |
| 1993 | Son in Law               |                   | Vai Hilton Green                       |
| 1997 | Home Alone 3             | Nhà sản xuất      | Vai Hilton Green                       |
| 1997 | The Making Of Psycho     | Diễn viên         | Phim tài liệu                          |
| 1997 | Zeus and Roxanne         | Giám đốc sản xuất |                                        |
| 1998 | Psycho                   | Trợ lý kĩ thuật   |                                        |
| 2000 | All About The Birds      | Diễn viên         | Phim tài liệu                          |
| 2000 | The Trouble with Marnie  | Diễn viên         | Phim tài liệu                          |
| 2001 | Plotting Family Plot     | Diễn viên         | Phim tài liệu                          |
| 2010 | The Psycho Legacy        | Diễn viên         | Phim tài liệu                          |